# The Sheriff's Baby
The Sheriff's Baby è un cortometraggio muto del 1913 diretto da David Wark Griffith.

## Trama
Tre fuorilegge, inseguiti dallo sceriffo, fuggono nel deserto. Sentendo i vagiti di un neonato, trovano i resti di alcuni coloni morti uccisi dalla sete. L'unico sopravvissuto è il bambino che loro salvano anche dal puma che sta per assalirlo. Benché il piccolo intralci la loro fuga, i tre se ne prendono cura. Uno dei fuggitivi, in seguito, muore quando vengono attaccati dagli indiani, un altro muore di sete. Senza speranza di salvezza, quando vede da lontano gli uomini dello sceriffo, il terzo spara un colpo per segnalare la sua posizione. Lo sceriffo, sorpreso, lo trova con in braccio un bambino che altri non è che il proprio figlio, orfano di madre, che lui aveva affidato a degli amici coloni. Sentita la storia che gli viene raccontata, lo sceriffo non ha cuore di tenere prigioniero l'uomo che gli ha salvato il figlio e lo lascia andare.

## Produzione
Il film fu prodotto dalla Biograph Company. Venne girato a San Fernando, in California.

## Distribuzione
Distribuito dalla General Film Company, il film - un cortometraggio di una bobina - uscì nelle sale cinematografiche statunitensi il 29 marzo 1913.